# 42523 Ragazzileonardo
42523 Ragazzileonardo è un asteroide della fascia principale. Scoperto nel 1994, presenta un'orbita caratterizzata da un semiasse maggiore pari a 2,2849490 UA e da un'eccentricità di 0,2232156, inclinata di 25,23235° rispetto all'eclittica.
L'asteroide è dedicato all'associazione culturale I Ragazzi della Leonardo, creata all'Istituto Tecnico e Industriale Leonardo da Vinci di Firenze.